# Scheldeprijs 1911
De vijfde editie van de wielerwedstrijd Scheldeprijs werd gereden op 18 juni 1911. De wedstrijd begon in Wilrijk en eindigde 85 kilometer later in Wilrijk.
De zege ging naar de Belg Florent Luyckx.

## Uitslag
| Scheldeprijs 1911 |                   |            |
| Plaats            | Naam              | Tijd       |
| Winnaar           | Florent Luyckx    | 3u 22' 00" |
| 2                 | Frans Tyck        | + 2"       |
| 3                 | Jan Van Ingelghem | + 50"      |
| 4                 | Jules Wouters     | + 1'14"    |
| 5                 | Henri Volckaerts  | z.t.       |
| 6                 | Frans De Laet     | + 1'50"    |
| 7                 | Charles Jammaer   | z.t.       |
| 8                 | Auguste Benoit    | z.t.       |
| 9                 | Gommaer Vercammen | z.t.       |
| 10                | Kamiel De Kerf    | z.t.       |